# 陀螺钟螺
陀螺钟螺（学名：Calliostoma haliarchus），是原始腹足目钟螺科Calliostoma的一种。主要分布于韩国、中国大陆、台湾，常栖息在浅海沙底、潮下带。